# Reiz Malile
Reiz (Reis) Malile (* 12. August 1924 in Gjirokastra; † 6. März 2003 in Tirana) war ein Diplomat und Politiker der Partei der Arbeit Albaniens PPSh (Partia e Punës e Shqipërisë) in der Sozialistischen Volksrepublik Albanien, der unter anderem zwischen 1982 und 1991 Außenminister Albaniens war.

## Biografie
Malile besuchte die Grundschule in Vlora sowie das französischsprachige Lyzeum in Korça. Nach der italienischen Besetzung Albaniens engagierte er sich während des Zweiten Weltkrieges in der antifaschistischen Widerstandsbewegung und wurde bei der Demonstration in Korça im November 1942 verletzt sowie inhaftiert. Nach seiner Haftentlassung einige Monate später kehrte er nach Vlora zurück, wo er sich den antifaschistischen Partisanengruppen anschloss. Im Laufe des Krieges stieg er zum Politoffizier der V–Brigade (Brigada e V-të Sulmuese) auf und nahm nach der Befreiung Albaniens an bewaffneten Kämpfen im Kosovo sowie um Višegrad in Jugoslawien teil.
Nach der Gründung der Sozialistischen Volksrepublik Albanien am 24. Mai 1944 absolvierte Malile ein Geschichtsstudium und trat im Januar 1949 in das Außenministerium ein. 1956 wurde er Ständiger Vertreter bei den Vereinten Nationen in New York City und verblieb dort bis 1961. Im Anschluss löste er 1961 Spiro Rusha als Botschafter in der Volksrepublik China ab und übte diese Funktion bis zu seiner Ablösung durch Vasil Nathanaili 1963 aus. Danach fungierte er zwischen 1963 und 1982 als Vize-Außenminister.
Am 30. Juni 1982 wurde Malile Nachfolger von Nesti Nase als Außenminister Albaniens (Ministër i Punėve tė Jashtme) und bekleidete dieses Amt bis zum 21. Februar 1991, dem Ende des kommunistischen Regimes in Albanien. Die Nachfolge trat Muhamet Kapllani an, der am 18. Dezember 1991 von Ilir Boçka abgelöst wurde. Bei der Wahl vom 14. November 1982 wurde er zudem zum Mitglied der Volksversammlung (Kuvendi Popullor) gewählt und gehörte dieser als Vertreter der Partei der Arbeit Albaniens PPSh (Partia e Punës e Shqipërisë) in der zehnten und elften Legislaturperiode am 13. November 1990 an.